# Cyclopera galactiplaga
Cyclopera galactiplaga là một loài bướm đêm trong họ Noctuidae.